# (10688) Haghighipour
(10688) Haghighipour es un asteroide perteneciente al cinturón de asteroides descubierto el 28 de febrero de 1981 por Schelte John Bus desde el Observatorio de Siding Spring, Nueva Gales del Sur, Australia.

## Designación y nombre
Designado provisionalmente como 1981 DK. Fue nombrado Haghighipour en honor a Nader Haghighipour, profesor en la Universidad de Hawái y especializado en la dinámica del sistema solar y en los planetas extrasolares. Su servicio incluye al presidente de la IAU División F (Ciencias Planetarias y Astrobiología) durante el período 2015-2018.

## Características orbitales
Haghighipour está situado a una distancia media del Sol de 3,146 ua, pudiendo alejarse hasta 3,705 ua y acercarse hasta 2,587 ua. Su excentricidad es 0,177 y la inclinación orbital 9,586 grados. Emplea 2038,58 días en completar una órbita alrededor del Sol.

## Características físicas
La magnitud absoluta de 1981 DK es 12,6. Tiene 16,735 km de diámetro y su albedo se estima en 0,048. 